# Blick (Zeitung)

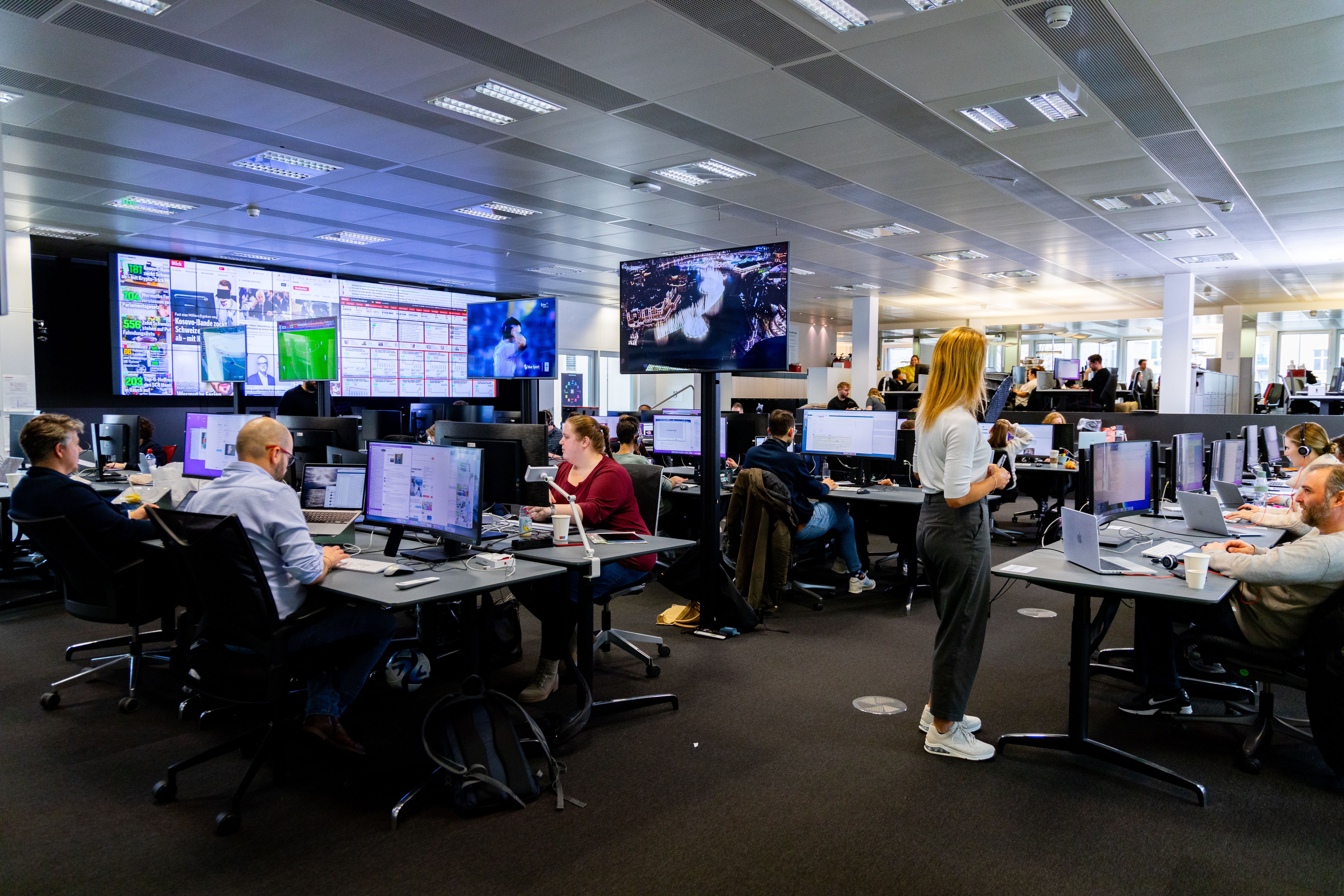
Blick-Newsroom (2024)

Der Blick ist eine deutschsprachige Schweizer Tageszeitung (Boulevard), die Nachrichten über Politik, Wirtschaft, Sport, Gesellschaft, Menschen und Unterhaltung verbreitet. Der Hauptsitz der Redaktion ist in Zürich. Zum Blick gehört seit 1996 dessen Online-Nachrichten-Website Blick.ch, die seit 2021 auch auf Französisch verfügbar ist. Blick erscheint bei Ringier und gehört in Bezug auf seine Meinungsmacht  in der Altersgruppe der Menschen über 29 zu den Top 10 in der Schweiz.

## Profil, Auflagenentwicklung, Stellung
Blick erscheint von Montag bis Samstag als gedruckte Ausgabe. Das Spektrum der Themen reicht von Politik, Wirtschaft, Sport, Gesellschaft bis zu Menschen und Unterhaltung. 
In der Schweiz war die Zeitung, die mit einer Auflage von 48’000 Exemplaren startete, im Boulevard-Sektor anfangs konkurrenzlos. 1967 wurde sie mit 200’000 Exemplaren die auflagenstärkste Schweizer Tageszeitung und erreichte 1986 mit 380’000 Exemplaren historisch ihre höchste Auflagenzahl. Der Medienwandel, insbesondere das Internet und das Erscheinen von Gratiszeitungen, sorgte bei allen Zeitungen und auch beim Blick für ein kontinuierliches Sinken dieser Zahl: Ende 2003 lag sie bei 292’000, im März 2019 laut WEMF bei 107’000 Exemplaren. 2024 waren es rund 69’000.  Gemäss MACH Basic 2025-1 erreichte die Printausgabe von Blick 276'000 Leser in der Schweiz und hat eine verbreitete Auflage von 69'414 Exemplaren (WEMF 2024). Damit zählt Blick zu den auflagen- und reichweitenstärksten Tageszeitungen der Schweiz.

## Schwesterzeitungen

### SonntagsBlick
Seit 1969 wird die Sonntagszeitung SonntagsBlick herausgegeben. 

### Eingestellte Print-Titel
Von 1985 bis 1990 erschien Blick für die Frau als eine Wochenzeitung. Bei Werbekunden fand sie nicht genügend Anklang. 1976 wurde die Regionalausgabe für Zürich auf den Markt gebracht, 1988 die für Basel, beide setzten sich nicht durch.
Seit 2008 erschien wochentags am Spätnachmittag Blick am Abend, womit vor allem junge Leser angesprochen werden sollten. Die Gratiszeitung wurde in der Form als Printmedium per 21. Dezember 2018 eingestellt.

## Leitung Redaktion
Vom 1. Januar 2014 bis 31. Januar 2016 war René Lüchinger Chefredaktor des Blicks. Danach waren der bisherige Chefredaktor von Blick am Abend, Peter Röthlisberger, und Iris Mayer gemeinsam Co-Chefredaktoren von Blick und Blick am Abend sowie der Online-Angebote Blick.ch und Blickamabend.ch. Der bisherige Chefredaktor René Lüchinger wurde gleichzeitig Chefpublizist der Blick-Gruppe. Peter Röthlisberger und Iris Mayer schieden im November 2016 aus.
Gegen Christian Dorer, der seit 2017 Chefredaktor der Blick Gruppe war, gab es Anfang 2023 Vorwürfe wegen Verletzungen des Code of Conduct. Daher nahm er ab März 2023 eine zunächst sechsmonatige Auszeit, nach der er jedoch nicht als Chefredaktor zurückkehrte. Steffi Buchli (Chief Content Officer) und Sandro Inguscio (Chief Digital & Distribution Officer) traten im August 2023 seine Nachfolge an. Im April 2025 übernahm Rolf Cavalli den Posten des Chefredaktors.

## Geschichte

### Von der Gründung bis zu den 1990er Jahren
Auf Initiative des Münchner Verlegers Helmut Kindler lancierte der Ringier-Verlag 1959 den Blick als erste Schweizer Boulevardzeitung. Die erste Ausgabe vom 14. Oktober 1959 hatte eine Auflage von 48’000 Exemplaren. Felix von Schumacher-Nager fungierte als erster Chefredaktor, der Start des Blatts wurde jedoch stärker von Klaus Korn geprägt. Die Schweizer Exekutive sprach von der «Weckung und Befriedigung des Sensationsbedürfnisses», die im Widerspruch zur schweizerischen Pressetradition stünden; ein Verbot sei aber aus Gründen der Pressefreiheit nicht möglich. Der Bundesrat verhängte gegenüber «Blick»-Mitarbeitern allerdings eine Informationssperre. Die Blick-Auflagen stiegen dennoch. Der Höhepunkt war 1986 mit 380’000 Exemplaren erreicht. Damals war Peter Uebersax Chefredaktor. Zentral für den damaligen Erfolg war das Gewinnspiel Bingo, das der Blick im November 1982 eingeführt hatte.

### Seit den 1990er-Jahren
Ab den 1990er-Jahren sah sich Blick aufgrund des Medienwandels mit einem Leserschwund konfrontiert, der zum Abgang von fünf Chefredaktoren innerhalb von dreizehn Jahren führte und sich abwechselnde Strategien zur Folge hatte. Hierzu zählte unter anderem die Anreicherung durch Kulturthemen und grosse Reportagen, ein politischer Linkskurs sowie die Rückkehr zum anfänglichen Boulevard mit Fokus auf Skandale, Verbrechen und Einzelschicksale.
Im März 2002 war Blick mit in die Borer-Affäre des SonntagsBlicks involviert, als er deren Geschichte über eine angebliche Affäre des  Schweizer Botschafters in Berlin, Thomas Borer, mit der 34-jährigen Visagistin Djamila Rowe nachzog. Nachdem sich die Aussagen von Rowe als Erfindung herausgestellt hatten, trat der Chefredaktor des SonntagsBlicks, Mathias Nolte, zurück, und der Verleger von Blick und SonntagsBlick, Michael Ringier, bezahlte Borer eine millionenschwere Genugtuung.
Die Axel Springer SE gab 2023 ihren Anteil an einem Joint-Venture für Zeitschriften an Ringier ab. Damit bestimmten die Schweizer allein über diese Medienobjekte. Blick eröffnete das die Möglichkeit, auf Geschichten aus Bilanz, der Handelszeitung, dem Beobachter, Cash.ch, der Schweizer Illustrierten und weiterer Produkte der Gruppe «Ringier Medien Schweiz» zugreifen zu können und so seine Inhalte zu erweitern und die Reichweite zu steigern.
2023 gab es Vorwürfe gegen den damaligen Chefredaktor Christian Dorer wegen bevorzugter Behandlung einer bestimmten Mitarbeitenden-Gruppe und einer zu wenig klaren Differenzierung von Privat und Geschäft. Daher nahm er ab März 2023 eine zunächst sechsmonatige Auszeit, nach der er jedoch nicht als Chefredaktor zurückkehrte. Seine Nachfolge traten im August 2023 Steffi Buchli als Chief Content Officer und Sandro Inguscio als Chief Digital & Distribution Officer an.
Im Juni 2023 führte die Blick-Gruppe das kostenpflichtige Digital-Abonnement Blick+ ein, das exklusive Artikel und zusätzliche Inhalte bietet.
2024/2025 nutze Blick verstärkt Künstliche Intelligenz. Der KI-Chatbot BliKI unterstützt die Redaktion beim Erstellen von Zusammenfassungen und beim Aufspüren neuer Geschichten.

## Kritik
Die boulevardesker Berichterstattungen des Blick und die thematische Konzentration auf Unglücke, Verbrechen, Sex und Sport rief Anfang der 1960er Jahre in Politik und Medien der Schweiz Ablehnung hervor.
Nebst weiteren Fällen sorgte besonders die gezielte Manipulation eines Bildes im November 1997 zum Anschlag von Luxor, bei dem 36 Schweizer ums Leben kamen, für heftige Diskussionen sowie internationale Schlagzeilen. Blick zeigte das Foto einer Wasserpfütze. Sie war künstlich rot eingefärbt und wurde als «Blutspur des Grauens» dargestellt.
Am 31. August 2009 publizierte der Blick den Beitrag «Polizei jagt Dealer auf Google Street View». Dabei wurde ein zufällig auf Google Street View aufgefundenes Foto verwendet. Der Eindruck entstand, auf offener Straße sei ein Drogendeal zu sehen. Es stellte sich heraus, dass die Geschichte frei erfunden war, jede journalistische Recherche war ausgeblieben.
WOZ kritisierte Blick 2024 für den Einsatz von KI beim Abfassen von Nachrichten.

## Preise
Blick-Journalisten haben zahlreiche Preise erhalten, darunter:
- Fabian Eberhard, 2023[33] – Journalist des Jahres
- Rebecca Wyss, 2022[34]  – Zürcher Journalistenpreis
- Stefan Bohrer Swiss Press Award (Fotograf des Jahres), 2019[35]
- Toto Marti, 3rd Place Swiss Presse Photographer (Sport), 2018[36] – Swiss Press Award
- Viktor Dammann, Blick, 2010[37] – Zürcher Journalistenpreis
- Gabrielle Kleinert, Blick, 2007[38] – Zürcher Journalistenpreis